# Clark University

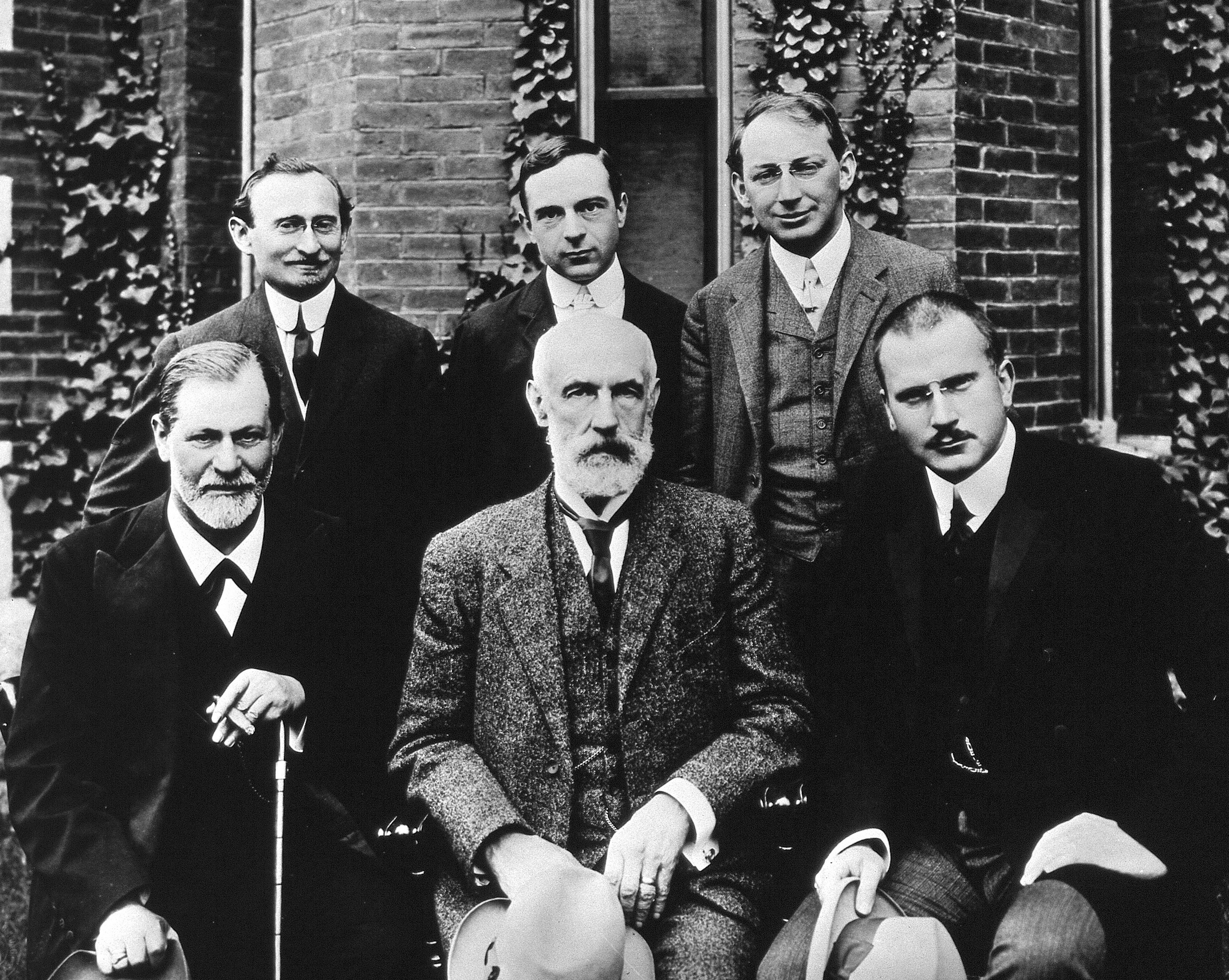
Groepsfoto van 1909 voor de campus van Clark University. Gezeten vooraan van links naar rechts: Sigmund Freud, Granville Stanley Hall, C. G. Jung; staande achteraan: Abraham A. Brill, Ernest Jones, Sándor Ferenczi.

Clark University is een Amerikaanse private universiteit in Worcester, Massachusetts, na Boston de grootste stad in heel New England.
De universiteit werd in 1887 opgericht door en met een grote gift van 2 miljoen dollar van de Amerikaanse zakenman Jonas Gilman Clark. Clark was goed bevriend met Leland Stanford en was geïnspireerd door diens oprichting van Stanford University twee jaar eerder.
Bij oprichting waren er departementen wiskunde, fysica, chemie, biologie en psychologie. Clark werd een van de eerste moderne onderzoeksuniversiteiten in de Verenigde Staten. De universiteit was trouwens van 1900 tot 1999 medeoprichter en lid van de onderzoeksgeoriënteerde Association of American Universities. Het eerste academiejaar van Clark University startte in 1889.
Het psychologisch instituut werd geleid door Granville Stanley Hall, die ook van 1889 tot 1920 de eerste president van Clark University werd en vanuit Clark met 25 medewerkers in 1992 de American Psychological Association oprichtte, en ook daar de eerste voorzitter van werd. Hall had een sterke onderzoeksinteresse in de psychoanalyse en bracht in september 1909 Freud en Jung voor een lezing naar Clark. Clark University is de enige Amerikaanse universiteit waar Freud ooit aanwezig was, hij werd doctor honoris causa van de instelling.
Ook de grondlegger van de Amerikaanse antropologie, Franz Boas begon zijn academische carrière als hoogleraar aan Clark. Dit gold ook voor fysicus Albert Michelson, die later als eerste Amerikaan een wetenschappelijke Nobelprijs zou mogen ontvangen voor zijn werk rond de meeting van de lichtsnelheid. Toen Michelson op Clark startte, had hij net de Rumford-Prijs ontvangen. Maar Michelson werd na enkele jaren overhaald het departement fysica te leiden bij de latere oprichting van de University of Chicago.
Bij het overlijden van mecenas en naamgever Jonas G. Clark, schonk hij nog bijkomende middelen aan zijn universiteit, maar had hij ook aparte middelen voor de oprichting van een College waar de undergraduate opleidingen konden georganiseerd worden. Het was een twistpunt met president Hall die deze opleidingen niet binnen Clark University wilde incorporeren en de gift liet toe in 1902 Clark College te openen, in bestuur volledig gescheiden van Clark University tot het emeritaat van Hall in 1920.
In 1921 werd de geografe Ellen Semple de eerste vrouwelijke docent van de universiteit en onderzocht aan Clark anthropogeografie en ecologische geografie.
In de jaren twintig promoveerde Robert Hutchings Goddard aan Clark en ging er als pionier in rakettechnologie ook lesgeven in het departement fysica. Meerdere van zijn experimenten werden op de universiteitscampus uitgevoerd. De universiteit herdenkt dit sinds 1969 met een Robert H. Goddard Library. NASA herdenkt Goddard sinds 1959 met het Goddard Space Flight Center.
In 1963 werd Malcolm X geïnviteerd te spreken in de universiteit. Op 15 maart 1968 werd er aan Clark University een concert georganiseerd van Jimi Hendrix Experience met tickets van $ 3,00, $ 3,50 en $ 4,00. De professionele opnames van dit concert werden postuum in 1999 uitgegeven met het live-album Live at Clark University.